# Paracollyria terebrator
Paracollyria terebrator là một loài tò vò trong họ Ichneumonidae.